# Pocket Universe
Albums de Yello
Zebra
(1994) Eccentrix-Remixes
(1999)
Pocket Universe est le neuvième album du groupe de musique électronique suisse Yello. D'après Dieter Meier, le nom de l'album serait tiré de leur vision personnelle du cinéma, qu'il considère comme un "univers de poche". L'album est sorti en 1997.

## Liste des titres
| 1.    | Solar Driftwood | Boris Blank, Dieter Meier | 1:51 |
| 2.    | Celsius         | Blank, Meier              | 5:59 |
| 3.    | More            | Blank, Meier              | 6:39 |
| 4.    | On Track        | Blank, Meier              | 5:33 |
| 5.    | Monolith        | Blank, Meier              | 6:21 |
| 6.    | To the Sea      | Blank, Stina Nordenstam   | 5:46 |
| 7.    | Magnetic        | Blank, Meier              | 5:53 |
| 8.    | Liquid Mountain | Blank, Meier              | 2:58 |
| 9.    | Pan Blue        | Blank, Meier              | 5:31 |
| 10.   | Resistor        | Blank, Meier              | 7:13 |
| 11.   | Beyond Mirrors  | Blank, Meier              | 5:49 |
| 73:33 |                 |                           |      |

## Crédits
- Yello - Producteurs, performance
- Boris Blank - Producteur, arrangement, ingénieur du son
- Dieter Meier - Voix

Avec également
- Leos Gerteis - Producteur
- Ian Tregoning - Producteur
- Carl Cox - Producteur
- Stina Nordenstam - Voix (piste 6)
- Kevin Metcalfe - Mastering

## Charts
Un des titres de cet album a fait une apparition dans les charts américains. Ainsi, on retrouve dans le classement des singles (Billboard (North America)) :
| Année | Single     | Chart                     | Position |
| ----- | ---------- | ------------------------- | -------- |
| 1997  | "ON TRACK" | Hot Dance Music/Club Play | 16       |

## Note(s)
1. ↑  Jean-Yves Leloup, Interview: Yello, consulté le 3 mars 2007.

- (en) Cet article est partiellement ou en totalité issu de l’article de Wikipédia en anglais intitulé « Pocket Universe » (voir la liste des auteurs).